# Doença de Lyme
A doença de Lyme ou borreliose de Lyme é uma doença infecciosa causada por bactérias do género Borrelia transmitidas por carraças (carrapatos). O sinal de infeção mais comum é uma mancha vermelha e saliente no local da picada, denominada eritema migratório. A mancha aparece uma semana após a infeção e expande-se lentamente, muitas vezes com uma zona clara ao centro formando vários anéis concêntricos. Geralmente o eritema é indolor, não causa comichão e desaparece ao fim de 3–4 semanas. No entanto, cerca de 25–50% das pessoas não desenvolvem eritema. Entre outros sintomas iniciais estão febre, dor de cabeça e fadiga. Quando não é tratada no estádio inicial, os sintomas dos estádios posteriores incluem paralisia de um ou de ambos os lados da face, dor nas articulações, dores de cabeça intensas com rigidez no pescoço ou palpitações cardíacas. Nos meses ou anos seguintes podem ocorrer episódios recorrentes de dor e inchaço nas articulações. Em alguns casos as pessoas manifestam dor intensa ou formigueiro nos braços e pernas. Mesmo com tratamento, entre 10 e 20% das pessoas desenvolvem dor nas articulações, problemas de memória e fadiga que podem perdurar ao longo da vida.
A doença de Lyme é transmitida para os seres humanos através da picada de uma carraça do género Ixodes infetada com a bactéria. Geralmente é necessário que a carraça esteja agarrada ao corpo durante 36 a 48 horas para que a bactéria seja transmitida. Na América do Norte, a doença é causada principalmente pelas bactérias Borrelia burgdorferi e Borrelia mayonii. Na Europa e na Ásia, são também causas da doença as bactérias Borrelia afzelii e Borrelia garinii . A doença não aparenta ser transmissível entre pessoas, por outros animais ou através dos alimentos. O diagnóstico baseia-se nos sinais e sintomas, em antecedentes de exposição a carraças e em alguns casos na deteção de anticorpos específicos no sangue. As análises ao sangue são geralmente negativas nos estádios iniciais da doença. Geralmente não há utilidade em examinar carraças individualmente.
A prevenção consiste em medidas para impedir a picada de carraças. Entre as medidas de prevenção estão o uso de vestuário que cubra as pernas e braços, colocar as calças por dentro das meias, manter-se nos caminhos, e aplicar repelente de insetos com DEET. Pode também ser eficaz a utilização de pesticidas para diminuir o número de carraças. Em caso de picada, a carraça pode ser removida com uma pinça. Caso a carraça removida se encontre cheia de sangue, o desenvolvimento de infeção pode ser prevenido com uma dose única de doxiciclina. No entanto, isto geralmente não é recomendado, uma vez que o desenvolvimento de infeção é raro. Para os casos em que se desenvolve uma infeção estão disponíveis uma série de antibióticos eficazes, entre os quais doxiciclina, amoxicilina e cefuroxima. O tratamento habitual tem geralmente a duração de duas a três semanas. Algumas pessoas desenvolvem febre e dores nas articulações durante o tratamento, que podem durar um a dois dias. Em pessoas que desenvolvem sintomas persistentes, a terapêutica de longa duração com antibióticos não aparenta ter utilidade.
A doença de Lyme é a mais comum entre as doenças transmitidas por carraças no hemisfério norte. Estima-se que afete 300 000 pessoas por ano nos Estados Unidos e 65 000 na Europa. Estima-se que a seroprevalência da doença em todo o mundo seja de 14,5%, sendo maior a prevalência na região da Europa Central e em homens de idade superior a 50 anos. As infeções são mais comuns na primavera e no início do verão. A doença foi diagnosticada pela primeira vez enquanto condição distinta em 1975, na cidade norte-americana de Old Lyme. Inicialmente foi confundida com a artrite idiopática juvenil. A bactéria implicada foi descrita pela primeira vez em 1981 por Willy Burgdorfer. Os sintomas crónicos encontram-se bem descritos e são denominados "síndrome pós-tratamento da doença de Lyme" e em muitos contextos é denominado "doença de Lyme crónica". Alguns prestadores de cuidado de saúde nos Estados Unidos alegam que esta síndrome se deve a uma infeção ativa. No entanto, não se pensa que isto seja verídico devido à incapacidade em detectar organismos infecciosos após o tratamento inicial. Ainda nos Estados Unidos, chegou a ser comercializada uma vacina contra a doença de Lyme entre 1998 e 2002. No entanto, foi retirada do mercado pelas poucas vendas, originalmente devido à falta de reembolso por parte das companhias de seguros e mais tarde devido a rumores de efeitos adversos. Atualmente estão em investigação novas vacinas.